# Fernando de Sousa Costa
Fernando de Sousa Costa (São Paulo, 10 de junio de 1886 - Jacareí, 21 de enero de 1946) fue un político y agrónomo brasileño. Graduado por la Escuela Superior de Agricultura Luiz de Queiroz en Piracicaba. Fue alcalde de Pirassununga en 1912, diputado estadual en 1919, secretario de agricultura de São Paulo entre 1927 y 1930 durante el gobierno estadual de Júlio Prestes, ministro de Agricultura entre 1938 y 1941 en la primera mitad del Estado Novo - habiendo fundado el Instituto Biológico y el Parque de Água Branca que lleva su nombre, así como realizado investigaciones para la exploración de petróleo. Además fue nombrado interventor del estado de São Paulo entre 1941 y 1945.